# فرودگاه شهرستان مارین
فرودگاه شهرستان مارین (به انگلیسی: Marin County Airport) (به زبان بومی: Gnoss Field) یک فرودگاه است که یک باند فرود آسفالت دارد و طول باند آن ۱۰۰۶ متر است. این فرودگاه در شهر شهرستان مارین کشور ایالات متحده آمریکا قرار دارد و در ارتفاع ۰٫۶ متری از سطح دریا واقع شده‌است.